# Huddington
Huddington est une localité anglaise située dans le comté du Worcestershire.